# يواكيم أندرسون
يواكيم أندرسون (بالسويدية: Joakim Andersson)‏ هو غطاس سويدي، ولد في 9 سبتمبر 1971 في يونشوبينغ في السويد.

## وصلات خارجية
- يواكيم أندرسون على موقع الاتحاد الدولي للسباحة (الإنجليزية)
- يواكيم أندرسون على موقع اللجنة الأولمبية الدولية (الإنجليزية)
- يواكيم أندرسون على موقع أوليمبيديا (الإنجليزية)
- يواكيم أندرسون على موقع اللجنة الأولمبية السويدية (السويدية)